# Tetrastemma pimaculatum
Tetrastemma pimaculatum är en djurart som tillhör fylumet slemmaskar, och som beskrevs av Chernyshev 1998. Tetrastemma pimaculatum ingår i släktet Tetrastemma och familjen Tetrastemmatidae. Inga underarter finns listade i Catalogue of Life.